# 2-chloorpropaan
2-chloorpropaan is een organische verbinding met als brutoformule C3H7Cl. De zuivere stof komt voor als een kleurloze en ontvlambare vloeistof, die zeer slecht oplosbaar is in water. Net als zijn isomeer 1-chloorpropaan heeft ook deze verbinding, in tegenstelling tot andere halogeenalkanen, een lagere dichtheid dan water.

## Synthese
2-chloorpropaan wordt bereid door 2-propanol te refluxen met geconcentreerd zoutzuur en zinkchloride. De directe radicalaire chlorering van propaan naar 2-propaan is ook mogelijk, maar afhankelijk van de gekozen reactie-omstandigheden, worden grote hoeveelheden 1-chloorpropaan als nevenproduct verkregen, evenals hoger gechloreerde propanen.